# Command & Conquer: Generals - Zero Hour
Command & Conquer: Generals - Zero Hour è una espansione di Command & Conquer Generals. Oltre a nuove mappe e missioni, sono state aggiunte per ognuna delle tre fazioni principali (Esercito di Liberazione Globale, Cina ed USA), tre sotto-fazioni, ognuna la quale possiede una caratteristica principale che la differenzia dalle altre.
A partire dal 2013 la EA Games ha chiuso i server della versione multiplayer. Attualmente è possibile giocare online servendosi di software come GameRanger oppure C&C Online Launcher.

## Modalità di gioco
Sono presenti 5 missioni per ogni fazione. Inoltre è stata aggiunta una nuova modalità "sfida tra generali", dove si può scegliere uno dei 9 generali e combattere contro gli altri (tranne tuttavia il generale cinese della fanteria e il generale ELG delle demolizioni, non affrontabili).
Descrizioni e armi eserciti:
- Cina:
  - Nucleare - utilizza le radiazioni
  - Carri Armati - utilizza i mezzi corazzati
  - Fanteria - utilizza la fanteria
- Esercito di Liberazione Globale:
  - Tossine - utilizza le tossine
  - Demolizione - utilizza potenti esplosivi
  - Stealth - utilizza fanteria mimetizzata e imboscate
- USA:
  - Forze Aeree - utilizza le forze aeree
  - Armi Speciali - utilizza armi sofisticate e inarrestabili
  - Laser - utilizza i laser